# Merindad de Valdeporres
Merindad de Valdeporres är en kommun i Spanien.   Den ligger i provinsen Provincia de Burgos och regionen Kastilien och Leon, i den norra delen av landet, 290 km norr om huvudstaden Madrid. Antalet invånare är 461. Arean är 120 kvadratkilometer.
Terrängen i Merindad de Valdeporres är huvudsakligen kuperad.